# Neurodium lanceolatum
Neurodium lanceolatum är en stensöteväxtart som först beskrevs av Carolus Linnaeus, och fick sitt nu gällande namn av Fée. Neurodium lanceolatum ingår i släktet Neurodium och familjen Polypodiaceae. Inga underarter finns listade.